# Emesinae
Emesinae (лат.) — подсемейство клопов-хищнецов (Reduviidae). Встречаются повсеместно, космополитная группа. Отличаются очень стройной формой тела и богомоловидными хищными передними ногами, ходят только на четырёх ногах (средних и задних).

## Описание
Они заметно отличаются от других редувиид очень стройной формой тела. Это преследующие, хищные насекомые, которых можно собирать на пальмовых ветвях, скалах, паутине или возле фонарей в ночное время (многих можно собирать с помощью ламп ультрафиолетового света). Они ходят на средних и задних ногах; передняя пара — хищная. Некоторые группы специализируются на пауках. Про Emesinae известно очень мало, кроме того, что многие виды встречаются в тропиках.

## Распространение
Emesinae имеет космополитическое распространение, но наиболее многочислен в тропиках. Например, триба Metapterini, хотя и распространена по всему миру, но большая часть её разнообразия приурочена к тропическим островам. Центром разнообразия эмезинов, по-видимому, является Африка. На этом континенте обитает единственный вид наиболее плезиоморфной трибы Collartidini, а более продвинутая триба Deliastini ограничена Южной Америкой.

## Систематика
В Emesinae описано около 90 родов и 900 видов. Выгодзинский (1966) рассматривал Emesinae как сестринский таксон Saicinae.
Первый кладистический анализ Reduviidae, основанный на молекулярных данных (митохондриальной и ядерной рибосомальной ДНК), был опубликован в 2009 году. Этот анализ показал, что Emesinae не являются монофилетическими. В анализ были включены только семь видов Emesinae, хотя в него были включены пять из шести признанных в настоящее время триб. Анализ показал, что Emesinae являются полифилетическими по отношению к Saicinae и Visayanocorinae. Кроме того, Emesini и Ploiariolini не были поддержаны как монофилетические группы.
- Триба Collartidini Wygodzinsky, 1966
  - Collartida, Mangabea, Stenorhamphus, †Collarhamphus
- Триба Deliastini Villiers, 1949
  - Bergemesa, Palacus, Stalemesa
- Триба Emesini Amyot & Serville, 1843
  - Armstrongocoris, Belosternella, Chinemesa, Dohrnemesa, Emesa, Eugubinus, Gardena, Gardenoides, Mayemesa Myiophanes, Ocelliemesina[8], Phasmatocoris, Polauchenia, Protogardena, Schoutedenocoris, Stenolemimus, Stenolemoides, Stenolemopsis, Stenolemus, Stenolemoides, Strinatiella
- Триба Leistarchini Stål, 1836
  - Ambilobea, Ambrinemesa, Armstrongula, Atisne, Bagauda, Gomesius, Guithera, Lutevula, Mafulemesa, …, Ploiaria, Proguithera, Pseudobagauda, Pseudoghiliana, Tinna, Tinnatunga, Tinnunga, Voloina и другие (более 30 родов)
- Триба Metapterini Stål, 1874[9]
  - Anandromesa, Barca, Bargylia, Berlandiana, Emesaya, Emesella, Ghilianella, Ghinallelia, Hornylia, Ischnobaena, Ischnobaenella, Ischnonyctes, Jamesa, Jamesella, Leaylia, Leptinoschidium, Liaghinella, Metapterus, Nandariva, Onychomesa, Pelmatomesa, Pseudobargylia, Pseudometapterus, Schidium, Taitaia, Tubuataita
- Триба Ploiariolini Van Duzee, 1916[10]
  - Ademula — Bironiola — Calphurniella — Calphurnioides — Ctydinna — Diabolicoris — Emesopsis — Empicoris — Hybomatocoris — Malacopus — Mesosepis — Nesidiolestes — Panamia — Saicella — Sepimesos — Tridemula

### Изменения 2023 года
В 2023 году Saicinae и Visayanocorinae были признаны младшими синонимами Emesinae, а трибы Ploiariolini и Metapterini синонимизированы с Emesini, и в итоге признаны 6 триб в составе Emesinae (Collartidini Wygodzinsky, Emesini, Leistarchini Stål, Oncerotrachelini trib.n., Saicini Stål stat.n., Visayanocorini Miller stat.n.).
- Oncerotrachelini Standring, Forero and Weirauch, 2023
  - Oncerotrachelus (ранее в Saicinae)
- Saicini Stål[11]
  - Bagriella, Banarocoris, Buninotus, Caprilesia, Choreutocoris, Cuernolestes, Exaeretosoma, Gallobelgicus, Hymenopterites, Kiskeyana, Madecassosaica, Micropolytoxus, Panagrocoris, Paratagalis, Polytoxus, Pristicoris, Pseudosaica, Quasitagalis[12], Saica, Saicireta, Spairapeltis, Tagalis, Tagalodes, Tolyxopus, Vadonocoris, Villiersella
- Visayanocorini Miller
  - Carayonia, Wardamanocoris